# داء السهميات
داء السهميات (بالإنجليزية: Toxocariasis) هو مرض يصيب الإنسان تسببه اليرقات (الديدان غير الناضجة) إما من الدودة المدورة الكلبية (سهمية كلبية، أو الدودة المدورة الهرية (السهمية الهرية)، أو الدودة المدورة الثعلبية (السهمية الكلبية).
يُطلق على داء السهميات اسم داء هجرة اليرقات الحشوي في أغلب الأحيان.
تعتبر السهمية الكلبية والسهمية الهرية من أكثر الديدان المعدية المعوية انتشارًا بواسطة الكلاب الأليفة والقطط والذئاب والقيوط والثعالب.
يوجد العديد من العوائل العرضيين أو الناقلين منها البشر والطيور والخنازير والقوارض والماعز والقرود والأرانب. لا تنضج اليرقات أبدًا في المضيف الناقل وتبقى حتى المرحلة إل 2.
هناك ثلاث متلازمات رئيسية:
- داء هجرة اليرقات الحشوي (في إل أم): يشمل الأمراض المرتبطة بالأجهزة الرئيسية.
- داء السهميات الخفي: وهو نسخة أخف من داء هجرة اليرقات الحشوي.
- داء هجرة اليرقات العيني (أو أل أم): تقتصر التأثيرات المرضية في المضيف على العين والعصب البصري.

## الأعراض والعلامات
تعتمد الآلية الفزيولوجية لعدوى السهميات على الاستجابة المناعية للمضيف والحمل الطفيلي.
تكون معظم حالات عدوى السهميات بدون أعراض، خاصة عند البالغين. ولكن إذا ظهرت الأعراض؛ تكون بسبب هجرة يرقات السهمية من المرحلة الثانية عبر الجسم.
يعتبر داء السهميات الخفي الأقل خطورة من بين المتلازمات الثلاث ويعتقد أنه ناتج عن التعرض المزمن. علامات وأعراض داء السهميات الخفي هي: السعال والحمى وآلام البطن والصداع وتغيرات في السلوك وتبدلات في عادات النوم. يلاحظ بالفحص السريري: ضخامة في الكبد والتهاب في العقد اللمفية وأزيز عند التنفس.
يمكن أن يؤدي الحمل الطفيلي الكبير أو الإصابة المتكررة إلى داء هجرة اليرقات الحشوي، يُشخص (في إل أم) في البداية عند الأطفال الصغار؛ لأنهم أكثر عرضة للتعرض للطفيلي ولابتلاع البيض المصاب. تزول أعراض داء السهميات عادة من تلقاء نفسها في غضون أسابيع، ولكن قد ينتج عن ذلك فرط الحمضات المزمن.
يسبب داء هجرة السهميات الحشوي في بعض الأحيان التهابات في الأعضاء الداخلية والتهابات في الجهاز العصبي المركزي نتيجة هجرة اليرقات. تعتمد الأعراض على العضو المصاب. قد يعاني المرضى من شحوب وإرهاق وفقدان في الوزن وفقدان الشهية والحمى والصداع والطفح الجلدي والسعال والربو وضيق النفس وزيادة التهيج وآلام البطن والغثيان والإقياء.
يمكن رؤية مسارات هجرة اليرقات تحت الجلد في بعض الأحيان. يُشخص المرضى عادة بذات الرئة والتشنج القصبي وذات الرئة المزمنة وفرط الحمضات وتضخم الكبد وفرط جاما غلوبولين الدم (الغلوبولين المناعي جي والغلوبولين المناعي أم والغلوبولين المناعي إي) وكثرة الكريات البيضاء وزيادة في الراصة الدموية أيه والراصة الدموية بي.
حدثت إصابات شديدة لدى الأشخاص الذين لديهم حساسية مفرطة لمثيرات الحساسية. يسبب داء هجرة اليرقات الحشوي في حالات نادرة: الصرع والتهاب القلب وانصباب الجنب وقصور الجهاز التنفسي والوفاة.
تعتبر هجرة اليرقات العيني (أو إل أم) نادرة مقارنة بهجرة اليرقات الحشوي. يُعتقد أن حمل السهمية الخفيف يتسبب في انخفاض الاستجابة المناعية؛ ما يسمح لليرقة بالدخول إلى عين المضيف. يوجد إصابات تزامن فيها داء هجرة اليرقات العيني مع هجرة اليرقات الحشوي إلا أنها استثنائية للغاية. يحدث داء هجرة اليرقات العيني بواسطة يرقة واحدة في عين واحدة أغلب الأحيان إذ تنتقل إلى داخل كرة العين وتتكيس ضمنها. يحدث فقدان الرؤية على مدار أيام أو أسابيع.
العلامات والأعراض الأخرى: احمرار العين، وابيضاض الحدقة، وثبات في الحدقة، وتليف في الشبكية، وانفصال في الشبكية، والتهاب أنسجة العين، والأورام الحبيبية الشبكية، والحول. تُشخص بعض حالات الأورام الحبيبة العينية الناتجة عن هجرة اليرقات العيني بشكل خاطئ على أنها ورم أرومي شبكي. داء السهميات يسبب ضرر دائم بالعين ويمكن أن يؤدي إلى العمى.